# Journal of the American Chemical Society
Il Journal of the American Chemical Society (abbreviato anche come JACS) è una rivista scientifica di chimica peer-reviewed in lingua inglese pubblicata dal 1879 dalla American Chemical Society.
La periodicità è settimanale; sono pubblicati articoli scientifici in tutti i settori della chimica. Secondo l'Institute for Scientific Information (ISI) l'impact factor di questa rivista nel 2015 è stato di 13,038. È diretta dal 2002 da Peter J. Stang dell'Università dello Utah.

## Indicizzazioni
Il Journal of the American Chemical Society è indicizzato in:
- CAS
- SCOPUS
- EBSCOhost
- Thomson-Gale
- Proquest
- British Library
- PubMed
- Ovid Technologies
- Web of Science
- SwetsWise